# Norway (Oregon)
Norway az Amerikai Egyesült Államok északnyugati részén, Oregon állam Coos megyéjében, az Oregon Route 42 mentén elhelyezkedő önkormányzat nélküli település.

## Története
Az 1870-es években itt letelepedő Olaf Reed norvég bevándorló és Oden Nelson Myrtle Point és Bandon között személyhajókat közlekedtettek. Reed egykori hajóskapitány, valamint fivéreihez hasonlóan hajóépítő volt.
Reed és Nelson 1873-ban boltot nyitottak. A posta 1876-tól körülbelül 2000-ig működött. Itt volt a Southern Pacific Railway egy vasútállomása.
1977-ben a település teljes területét (a boltot és egy lakást, egy kávézót, a postát, egy lakóházat, egy panziót és egy megszűnt benzinkutat) eladásra kínálták.

## Fordítás
- Ez a szócikk részben vagy egészben  a   Norway, Oregon című angol Wikipédia-szócikk ezen változatának fordításán alapul.  Az eredeti cikk szerkesztőit annak laptörténete sorolja fel. Ez a jelzés csupán a megfogalmazás eredetét és a szerzői jogokat jelzi, nem szolgál a cikkben szereplő információk forrásmegjelöléseként.